# UDOO
UDOO est un nano-ordinateur, au format ouvert, bon marché, équipé d'un processeur ARM i.MX.6 Freescale, utilisant Linux ou Android pour système d'exploitation, ainsi que d'une carte Arduino intégrée.
UDOO est un ordinateur monocarte qui fusionne un noyau ARM Dual ou Quad Freescale Cortex-A9 i.MX.6 CPU et une carte compatible Arduino intégré avec un ARM dédié Atmel SAM3X8E CPU. Il est conçu en tant que plateforme de développement.
UDOO est un effort conjoint de SECO USA inc. et Aidilab, en collaboration avec une équipe multidisciplinaire de chercheurs ayant une expertise dans la conception en interaction, les systèmes embarqués, les réseaux de capteurs et des sciences cognitives, qui ont travaillé ensemble dans plusieurs projets.
La carte UDOO est conçue comme une carte de prototypage puissante pour le développement de logiciels et la conception, qui se veut d'utilisation facile. La taille de UDOO est 11 cm x 8,5 cm et il a une faible consommation d'énergie.

## Historique
Le projet a été présenté, via une campagne Kickstarter le 9 avril 2013.